# Szymanów (Łódź)
Pour les articles homonymes, voir Szymanów.
Szymanów est une localité polonaise de la gmina d'Ujazd, située dans le powiat de Tomaszów Mazowiecki en voïvodie de Łódź.